# ボンボンTV
ボンボンTVは、日本のグループYouTuberによるYouTubeチャンネルである。UUUMと講談社が共同で運営している。キャッチコピーは、「まずは見てみる、やってみる！｣。

## 概要
主に小中学生を対象としたチャンネル。「まずは見てみる、やってみる！」を合言葉に実験や寸劇、工作を始めとした「やってみた動画」を毎日配信している。
2007年に講談社が発行していた「コミックボンボン」が休刊となり、「ボンボン」ブランドの継承者として2015年7月31日に最初の動画が投稿され、同年10月15日には児童向けYouTubeチャンネル「キッズボンボン」を開設している。
だが、動画内容には「コミックボンボン」との関連性は一切ない。
開設当初はHIKAKINやはじめしゃちょーなど、UUUM所属YouTuberが出演していたが、後にレギュラーメンバーが出演。他のYouTuberとコラボすることもある。
開設から2年6ヶ月を経た2018年1月18日にチャンネル登録者数が100万人を突破、2020年1月3日には200万人を突破した。2018年11月には、「Longest distance to stretch home-made slime in 30 seconds(team of 8) （30秒間で8人以内のチームが伸ばした最も長い手作りのスライム）」というチーム競技でギネス世界記録を達成している（公式認定）。
2019年8月11日にスタジオの引っ越しを動画で発表し、翌日8月12日に新しいスタジオでの動画が投稿された。
チャンネルロゴは、「コミックボンボン」と同じく爆弾（Bomb）をイメージしている。

## キッズボンボン
「子どもがみたい、子どもにみせたい」をテーマにした幼児のためのYouTube公式チャンネル。いっちーとなるが出演し、歌、踊り、手あそび、ダンス、童話、童謡、乗り物、動物、折り紙、英語などの動画を週1回配信している。2015年10月15日開設。2019年11月2日、チャンネルをボンボンアカデミーといちなるTVの2つに分離することを発表。
ボンボンアカデミー
キッズボンボンからお引越しされたチャンネル。「おもしろくて、ためになる」をテーマにした教育系YouTube公式チャンネル。歌やダンス、昔話や読み聞かせ動画を公開している。
いちなるといっしょ！ボンボンアカデミー
キッズボンボンをリニューアルしたチャンネルで、2019年11月15日にスタートした。いちなるの好きなことや、過去動画のまとめ、イチオシのアニメや漫画、新商品などの紹介を投稿している。2021年4月以降はミュークルドリーミー みっくす！の本編終了後のミニコーナーの完全版やバラエティ企画回のディレクターズカット版を番組終了後に投稿している。2023年3月2日の生放送でチャンネル名をリニューアルすることを発表し、翌日3月3日に「いちなるTV」は「いちなるといっしょ！ボンボンアカデミー」にリニューアルされた。

## ボンボンTVの日常
ボンボンTVのサブチャンネル。2018年2月16日に開設動画が投稿され、同年3月1日から動画投稿が開始された。主にメンバーの日常風景やゲーム実況を投稿していた。
ぷらぷらぶ
ボンボンTVの日常からリニューアルされたボンボンTVの姉妹チャンネル。2020年8月7日に予告動画が投稿され、翌8月8日から動画投稿が開始された。視聴者のみんなと「青春を楽しむ」、みんなで一緒にぷらぷらしよう！がテーマ。名付け親はリョウケン。

## 来歴

### 2015年
- 7月31日、HIKAKINやはじめしゃちょーを中心としたUUUM、講談社とコラボレーションでメインチャンネルを開設し、動画投稿を開始[動画 7]。
- 8月13日、いっちーが初登場[注釈 1][8][9][10]。
- 10月6日、よっちが初登場[動画 8]。
- 10月7日、えっちゃんが初登場[動画 9]。
- 10月15日、幼児向けYouTubeチャンネル「キッズボンボン」を開設。
- 10月16日、なるが初登場[動画 10]。

### 2016年
- 5月1日、りっちゃんが初登場[動画 11]。
- メインチャンネルのチャンネル登録者数が10万人を突破。

### 2017年
- よっち、えっちゃん、りっちゃんの3人、いっちー、なるの2人に分かれて撮影することが多くなっていた。

### 2018年
- 1月21日、メインチャンネルのチャンネル登録者数が100万人を突破する動画を投稿。
- 2月11日、なっちゃんが初登場[動画 12]。
- 2月16日、サブチャンネルを開設し、動画投稿を開始[動画 13]。
- 2月17日、えっちゃんがUUUMを退社し、個人のYouTubeチャンネル「えっちゃんねる/悦子」を開設[11][動画 14]。
- 3月17日、井上さにが初登場[動画 15]。
- 5月18日、えっちゃんがUUUMを退社したことを報告し、ボンボンTVへの出演頻度が減少した[動画 16]。

### 2019年
- 3月14日、元えぬーんちゃんねるのMCだった、リョウケン、ぐっぴんについて報告[動画 17]。
- 7月21日、なっちゃんが体調不良により、ボンボンTVでの活動を休止[動画 18]。
- 8月11日、スタジオが引っ越しすることを報告し、初代スタジオでの撮影が終了した[動画 19]。
- 8月12日、2代目スタジオでの撮影がスタートした[動画 20]。
- 10月24日、よっちラジオがスタート[動画 21]。
- 11月15日、キッズボンボンが「いちなるTV」としてリニューアルし、キッズボンボンの動画は「ボンボンアカデミー」に引っ越しされた。

### 2020年
- 1月3日、メインチャンネルのチャンネル登録者数が200万人を突破。
- 1月31日、活動を休止していたなっちゃんが卒業[動画 22]。
- 3月28日、どみちゃんが初登場[動画 23]。
- 4月10日、りっちゃんの弟が紹介され、弟は元RedLinXのレアル[動画 24]。
- 4月18日、りっちゃんが個人のYouTubeチャンネル「りっちゃんの個人チャンネル」を開設し、動画投稿を開始[動画 25]。
- 4月22日、なっちゃんが個人のYouTubeチャンネル「いよたなるみ」を開設し、動画投稿を開始。
- 8月1日、リョウケン、ぐっぴんが5周年生放送をもって卒業[動画 26][リンク切れ]。
- 8月8日、サブチャンネルが「ぷらぷらぶ」としてリニューアルし、えぽぽが初登場[動画 27]。
- 9月9日、さなまるが初登場[動画 28]。
- 9月11日、たこくんが初登場。
- 10月10日、さなまるがメンバーに正式加入[動画 29]。

### 2021年
- 1月17日、よっちラジオが終了[動画 30]。
- 1月23日、やすくんが初登場[動画 31]。
- 3月25日、たこくんがメンバーに正式加入[動画 32]。
- 4月11日、えぽぽが体調不良により、ぷらぷらぶでの活動を休止。
- 6月30日、えぽぽがUUUMを退社。
- 10月1日、りっちゃんが仕事の都合により、UUUMを退社し、ボンボンTVへの出演頻度が減少した[動画 33]
- 12月12日、活動を休止していた、えぽぽが卒業[動画 34]。

### 2022年
- 4月1日、やすくんが卒業することを報告[動画 35]。
- 4月8日、えぽぽが個人チャンネルを開設し、動画投稿を開始[動画 36]。
- 4月30日、やすくんが卒業。
- 5月5日、いっちー・なるがイベントなどの都合により、ボンボンTVへの出演頻度が減少した[動画 37]。
- 7月1日、しゅんしゅん、みーみが初登場[動画 38]。
- 7月8日、さなまるが卒業することを報告[動画 39]。
- 8月8日、さなまるが卒業。
- 8月13日、えにゃりが初登場[動画 40]。
- 9月1日、さなまるが個人チャンネルを開設し、動画投稿を開始[動画 41]。
- 12月25日、メインチャンネルが「tesla」に乗っ取られる被害を受けた。その影響で、一時的にボンボンTVの動画が見れなくなっていた。
- 12月27日、メインチャンネルの乗っ取り被害が復旧し、アカウント名は「ボンボン」に変更された。なお、過去の動画と総再生回数が減少している。

### 2023年
- 1月12日、メインチャンネルのアカウント名が「ボンボンTV」に戻り、過去の動画も復旧している。
- 3月1日、元RedLinXのメンバーだった、おかゆが初登場[動画 42]。
- 3月2日、いちなるTVがリニューアルすることを報告[動画 43]。
- 3月3日、いちなるTVが「いちなるといっしょ！ボンボンアカデミー」としてリニューアルし、公式サイトとSNSも合わせてリニューアルされた。
- 3月25日、ゆめちゃんが初登場[動画 44]。
- 7月22日、再度スタジオが引っ越しとなり、2代目スタジオでの撮影が終了した[動画 45]。
- 7月23日、3代目スタジオでの撮影がスタートした[動画 46]。

### 2024年
- 1月11日、いっちーこと加藤一華が1歳年下の一般男性との結婚を発表[12][注釈 2]。
- 3月11日、せおりん、なぁちゃんが初登場[動画 47]。
- 6月1日、よっち、どみちゃんが個人チャンネルを開設。
- 7月7日、たこくんが個人チャンネルを開設。
- 8月31日、たこくん、えにゃりが卒業[動画 48]。
- 10月1日、えにゃりが個人チャンネルを開設。
- 10月24日、おかゆが卒業することを報告[動画 49]。
- 10月31日、おかゆが卒業[動画 50]。
- 11月1日、せおりんがメンバーに正式加入、なぁちゃんが辞退[13][14]。
- 12月28日、なぁちゃんが個人チャンネルを開設。

### 2025年
- 4月7日、しゅんしゅんが卒業することを報告[動画 51]。
- 4月20日、しゅんしゅんが卒業[動画 52]。
- 5月16日、ぷらぷらぶメンバーのゆめちゃん、せおりんがボンボンTVメンバーに正式加入[動画 53]。

## メンバー

### ボンボンTVメンバー
2025年5月現在、7人で活動しているが、えっちゃん、りっちゃんの2人は仕事の関係上、ボンボンTVの動画にほとんど出演していない。
| 名前       | 生年月日               | 性別 | 本名                        | 身長  | 血液型 | 出身地 | メンバーカラー |
| ---------- | ---------------------- | ---- | --------------------------- | ----- | ------ | ------ | -------------- |
| よっち     | 1993年8月10日（32歳）  | 男性 | 要祐（ようすけ）            | 169cm | B型    | 富山県 | 緑             |
| えっちゃん | 1993年11月12日（31歳） | 女性 | 小河悦子（おがわ えつこ）   | 153cm | AB型   | 千葉県 | ピンク         |
| りっちゃん | 1993年9月6日（31歳）   | 女性 | 松田理沙子（まつだ りさこ） | 158cm | B型    | 埼玉県 | オレンジ       |
| どみちゃん | 1998年7月23日（27歳）  | 女性 |                             | 145cm | O型    | 千葉県 | 紫             |
| みーみ     | 2003年8月22日（21歳）  | 女性 |                             | 158cm | B型    | 愛知県 | 白             |
| ゆめちゃん | 2003年7月30日（22歳）  | 女性 |                             | 163cm | B型    | 徳島県 | 水色           |
| せおりん   | 2005年2月26日（20歳）  | 男性 |                             | 180cm | AB型   | 広島県 | 桜ピンク       |

### ボンボンアカデミー
2025年5月現在、2人で活動中。
| 名前     | 生年月日               | 性別 | 本名                          | 身長  | 血液型 | 出身地 | メンバーカラー |
| -------- | ---------------------- | ---- | ----------------------------- | ----- | ------ | ------ | -------------- |
| いっちー | 1995年2月14日（30歳）  | 女性 | 加藤一華（かとう いちか）     | 153cm | AB型   | 埼玉県 | 青             |
| なる     | 1994年11月22日（30歳） | 女性 | 金城成美（きんじょう なるみ） | 160cm | O型    | 東京都 | 赤             |

### ぷらぷらぶメンバー
2025年5月現在、2人で活動中。
| 名前       | 生年月日              | 性別 | 本名 | 身長  | 血液型 | 出身地 | メンバーカラー |
| ---------- | --------------------- | ---- | ---- | ----- | ------ | ------ | -------------- |
| ゆめちゃん | 2003年7月30日（22歳） | 女性 |      | 163cm | B型    | 徳島県 | 水色           |
| せおりん   | 2005年2月26日（20歳） | 男性 |      | 180cm | AB型   | 広島県 | ピンク         |

### 元メンバー
ボンボンTV、ぷらぷらぶ合わせて11人が卒業しているが、なぁちゃんのみ卒業ではなく辞退している。
| 名前         | 生年月日               | 性別 | 本名                              | 身長  | 血液型 | 出身地   | メンバーカラー | 卒業日         | 備考         |
| ------------ | ---------------------- | ---- | --------------------------------- | ----- | ------ | -------- | -------------- | -------------- | ------------ |
| なっちゃん   | 1994年6月13日（31歳）  | 女性 | いよたなるみ                      | 161cm | 不明   | 兵庫県   | 黄             | 2020年1月31日  | 元ボンボンTV |
| リョウケン   | 1996年8月21日（28歳）  | 男性 | 小野寺良健（おのでら りょうけん） | 173cm | O型    | 東京都   | 紺             | 2020年8月1日   | 元ボンボンTV |
| ぐっぴん     | 1991年1月24日（34歳）  | 男性 |                                   | 168cm | A型    | 大阪府   | グレー         | 2020年8月1日   | 元ボンボンTV |
| えぽぽ       | 1997年7月20日（28歳）  | 女性 |                                   | 160cm | A型    | 埼玉県   |                | 2021年12月12日 | 元ぷらぷらぶ |
| やすくん     | 1996年8月25日（28歳）  | 男性 | やす                              | 180cm | B型    | 北海道   |                | 2022年4月30日  | 元ぷらぷらぶ |
| さなまる     | 1997年11月5日（27歳）  | 女性 | 橋本紗奈（はしもと さな）         | 160cm | B型    | 東京都   |                | 2022年8月8日   | 元ぷらぷらぶ |
| たこくん     | 1994年5月7日（31歳）   | 男性 | 堀田優希（ほった ゆうき）         | 160cm | A型    | 兵庫県   | 赤             | 2024年8月31日  | 元ぷらぷらぶ |
| えにゃり     | 1998年7月29日（27歳）  | 女性 |                                   | 154cm | O型    | 東京都   | 黄             | 2024年8月31日  | 元ぷらぷらぶ |
| おかゆ       | 1998年6月24日（27歳）  | 女性 | 小川結夏（おがわ ゆうか）         | 158cm | A型    | 神奈川県 | 黄             | 2024年10月31日 | 元ボンボンTV |
| なぁちゃん   | 2003年4月11日（22歳）  | 女性 |                                   | 不明  | A型    | 埼玉県   | ミントグリーン | 2024年11月1日  | 元ぷらぷらぶ |
| しゅんしゅん | 1999年12月30日（25歳） | 男性 |                                   | 176cm | AB型   | 東京都   | 水色           | 2025年4月20日  | 元ボンボンTV |

### 裏メンバー
正式なメンバーではないが、裏方として活動中。
| 名前     | 生年月日              | 性別 | 身長 | 血液型 | 出身地 |
| -------- | --------------------- | ---- | ---- | ------ | ------ |
| 井上さに | 1995年2月14日（30歳） | 女性 | 不明 | 不明   | 不明   |

## 配信内容
- 実験
- 検証
- 買い物
- メイク
- ドッキリ
- ダンス
- PV撮影
- 質問コーナー
- メイキング
- あるある
- 都市伝説
- ゲーム実況
- ボードゲーム
- カードゲーム
- 料理（対決）
- 寸劇（即興台詞）
- 歌（オリジナル楽曲、カラオケ）
- 意味がわかると怖い話
- スカッとする話
- 24時間生活
- 講談社原作のアニメ配信

### ボンボンの部屋
YouTuberをゲストに招く企画。

### ボンボン研究所
メンバーカラーの色が付いた白衣を着て、撮影を行っている。

### キャッチ対決
いっちーとなるによるUFOキャッチャーでの勝負。当初から忍者の服装だった。

### いちなるハウス
いっちーとなるの2人が身近にあるもので、さまざまなことに挑戦する。当初は「ボンボンTV」で毎日17時に投稿されることが多かったが、現在は「いちなるといっしょ！ボンボンアカデミー]で投稿されている。当初から制服が多かったが、現在は私服になっている。

### よっちラジオ
2019年10月24日 - 2021年1月17日まで、よっちが様々なトークテーマについて熱く語ったり、視聴者から送られてきた手紙に回答した。毎週土曜日の8時に投稿していたが、都合で投稿できない時もあった。#19までは映像付きであったが、#20以降は一部を除き、音声のみとなった。えっちゃん、りっちゃん、どみちゃん、いっちー、なる、ぐっぴん、スタッフ、コラボ相手が出演する時もあった。

### ビタミンDe!
ボンボンTV内で配信されていた番組。「視聴者に元気を与える」、「動画を通して色んな人と繋がっていく」をテーマに、よっち、えっちゃん、りっちゃんがアクティブにこれまでとは異なる切り口で様々なことにチャレンジした。

### ボンボン学園
- きょんくま
- 日向結衣
- TWINS
- さんくーる
- タカモリ
- わっきゃい
- 椎名あつみ
- ナナモモコ
- しずみろん
- のえのん
- まこち
- しぃ
- RedLinX
- ジェニー JENNI
- ゆーぽん
- ルーズリーフ
- PARASTICA
- すずしょうと
- べりたんらんど
- 北の打ち師達
- アバンティーズ
- nanakoななこ
- ayanonono
- ふーか *FUKA*
- ひよりんごルーム
- デカキン
- ポケるんTV
- たまちゅーーーぶ/住吉珠貴
- さとひろ（Satohiro）
- ぼなーる ちゃんねる
- プリッとChannel
- マーキュリー商事
- つるつるTV / turuturuTV
- 虹色侍にじいろざむらい
- Ackey Studio アッキースタジオ
- オネガイシマス海賊団!!!
- ちょこばななChocoBanana
- MANARUTAIマナル隊
- PDSKabushikiGaisha
- UUUM GOLF-ウーム ゴルフ-

## 作品

### 楽曲
- キミとキラキラ（2017年2月14日公開）
作曲・編曲 - Nash / 作詞・歌 - いっちー&なる
- ボンボンドリーム（2018年2月3日公開、ボンボンTVテーマソング）
作詞・作編曲 - Affect Music / 振付 - パオパオチャンネル / 歌 - よっち、えっちゃん、りっちゃん、なっちゃん、いっちー、なる
- ねがいごと（2018年12月14日公開、「最後のねがいごと」主題歌）
作詞・歌 - なっちゃん
- ONE MY DREAMER（2019年4月12日公開、「最後のねがいごと」挿入歌）
作詞・作編曲 - 伊藤賢 / 振付 - 石川ゆみ / 歌 - よっち、えっちゃん、りっちゃん、なっちゃん、いっちー、なる
- 『青と水平線』（2020年12月18日公開、いちなるTVテーマソング）
作詞・作曲 - 山崎あおい / 編曲 - 鶴﨑輝一 / 歌 - いっちー&なる
- ボンボンハッピーバースデーソング（2020年12月23日公開）
作詞 - 國土佳音 / 作曲 - 藤澤風緒 / 編曲 - 成瀬裕介 / 振付 - レアル（RedLinX）/ 歌 - よっち、えっちゃん、りっちゃん、どみちゃん、いっちー、なる
- ハルユメ（2021年4月10日公開、「ハルユメ」挿入歌）
作詞 - 裕野 / 作編曲 - 澤田空海理 / 歌 - えっちゃん、りっちゃん、どみちゃん、いっちー、なる
- ボンボンサマーファイヤー（2021年7月31日公開）
作詞 - 夏目和子 / 作編曲 - 伊藤賢 / 振付 - JAM TRUMP / 歌 - よっち、えっちゃん、りっちゃん、どみちゃん、いっちー、なる
- センシュ宣誓（2022年11月4日公開）
作詞 - どみちゃん / 作編曲 - イーゼル芸術工房 / 振付 - みーみ / 歌 - よっち、えっちゃん、りっちゃん、どみちゃん、みーみ、しゅんしゅん
- 無理なんやけど（2023年8月4日公開）
作詞 - みーみ / 作編曲 - イーゼル芸術工房 / 振付 - みーみ / 歌 - よっち、どみちゃん、みーみ、しゅんしゅん、おかゆ

### ウェブドラマ
- 最後のねがいごと（2018年12月20日 - 25日、ボンボンTVチャンネル内で配信、25日からイオンシネマみなとみらいほかで上映[19]）[動画 59]
監督：HiROKi
主演：なっちゃん
よっち、えっちゃん、りっちゃん、いっちー、なる、袴田吉彦、石田隼、いしのようこ、津田寛治 ほか
- ハルユメ（2021年3月26日 - 27日、ボンボンTVチャンネル内で配信）
監督：よっち
主演：どみちゃん
よっち、えっちゃん、りっちゃん、いっちー、なる、佐々木陽平、田中みのり、ゆめっち（3時のヒロイン） ほか
- 夢を見る。そして恋をする。〜陰キャJKがシンデレラになる方法〜（2023年3月28日、ぷらぷらぶチャンネル内で配信）
脚本：中村志保、監督：ギャル美
主演：ゆめちゃん
森永彩斗、えにゃり、たこくん ほか

### 工作キット
- ボンボンTVやってみた!シリーズ　ダンボールガシャ作ってみた!（2017年6月29日発売、講談社）[20]
- ボンボンTVやってみた!シリーズ　ボンボンスライム作ってみた!（2017年6月29日発売、講談社）[20]
- ボンボンTVやってみた!シリーズ　ダンボールバスケットゲーム作ってみた!（2018年4月27日発売、講談社）[21]
- ボンボンTVやってみた!シリーズ　ダンボールクレーンゲーム作ってみた!（2018年4月27日発売、講談社）[21]

### 書籍
- ボンボンTVのユーチューバーな日常（漫画：桂シリマル、協力：ボンボンTV）
  1. 2017年7月21日発売、ISBN 9784063932652[22]
  2. 2018年3月23日発売、ISBN 9784065114483[23]
- ボンボンTVドラマ 最後のねがいごと （2019年8月7日発売、漫画：桂シリマル・おかざき さとこ、協力：ボンボンTV）
- ボンボンTV動画研究所〜なっちゃん登場編〜（2019年9月13日発売、漫画・作：桂シリマル、協力：ボンボンTV）

### オリジナルグッズ
- 「ボンボンTV 100万人突破ファン感謝祭イベント ボンボン学園祭！」グッズ（2018年4月20日発売）[24]
- 「最後のねがいごと」オリジナルグッズ（2018年12月販売 - 2019年2月再販）[25]
- 「ボンボンTVチャンネル登録者数200万人突破記念」グッズ（2020年2月21日発売）[26]
- 「ボンボンTV5周年記念」グッズ（2020年8月1日発売）
- 「ボンボンTV7周年記念」グッズ（2022年8月25日発売）

### カプセルトイ
- ボンボンTV すいこみスライム研究所（2020年4月発売、バンダイ）[27]

## 出演

### テレビアニメ
- あはれ!名作くん 17話（2016年9月2日、NHK Eテレ）[28][動画 60]
子ブタチャンネル - よっち（よっち役）、えっちゃん（えっちゃん役）、りっちゃん（りっちゃん役）
- 七つの大罪 戒めの復活（2018年1月6日 - 6月30日、MBS/TBS系）
放送後の情報コーナーに出演 - よっち、えっちゃん、りっちゃん
- ミュークルドリーミー みっくす!（2021年4月11日 - 、テレビ東京系）
放送後の情報コーナー・月に一回のバラエティ企画に出演 - いっちー、なる
- EDENS ZERO（2021年4月10日 - 、日本テレビ系）
いっちー（いっちー役）、なる（なるちゃん役）（第9話、2021年6月6日）[動画 61]
よっち（ヨッチ役）（第18話、2021年8月8日）[動画 62]

### ウェブアニメ
- トランスフォーマー サイバーバース（2019年4月27日 -、タカラトミー）
よっち（MC）、いっちー（ギャル護衛役）、なる（ギャル護衛役）
- 100万の命の上に俺は立っている（2020年10月3日 - 12月19日、講談社、ボンボンTVチャンネル内で配信）[動画 63]
よっち（四谷友助役）、りっちゃん（時舘由香役）、いっちー（新堂衣宇役）、なる（箱崎紅末役）、どみちゃん（カハベル役）

### テレビCM
- YouTuberマガジン（2016年4月17日 - 5月8日、講談社）
よっち＆えっちゃん編（テレビ東京系「いとしのムーコ」再放送内）
いっちー＆なる編（テレビ東京系「いとしのムーコ」再放送内）
- うまれて！ウーモ ベイビー（2018年10月、タカラトミー）
よっち、りっちゃん、なっちゃん（HIMAWARIちゃんねる、にゃーにゃちゃんねると共演）
- はたちの献血（2019年12月、日本赤十字社）
よっち、りっちゃん、リョウケン、ぐっぴん
- 万博BEAST（2020年3月、万博記念公園）
よっち、りっちゃん、いっちー、なる

### ウェブCM
- ボンボンTVの #GoogleHomeでやってみた（2017年10月15日、Google Japan）
よっち、えっちゃん、りっちゃん

### バラエティ
- 内村カレンの相席どうですか？（2018年7月12日、フジテレビ）[動画 64]
よっち、りっちゃん、なっちゃん
- 春らんまんTV2021（2021年4月24日、富山テレビ）
よっち、りっちゃん、どみちゃん

### ゲームアプリ
- Youと恋する90日間[動画 65]
よっち
- 共闘ことばRPG コトダマン
よっち

### 雑誌
- 週刊少年マガジン
りっちゃん、なっちゃん（EDENS ZERO 18話、2018年10月31日発売、講談社）[動画 66]
よっち（EDENS ZERO 46話、2019年5月29日発売、講談社）[動画 67]
- なかよし
よっち、えっちゃん、りっちゃん、なっちゃん、いっちー、なる（2019年8月3日発売、講談社）
よっち、えっちゃん、りっちゃん、どみちゃん、いっちー、なる（2020年8月4日発売、講談社）

## イベント
- ボンボンTV 100万人突破ファン感謝祭イベント ボンボン学園祭！（2018年3月24日、講談社）[29][動画 68]
よっち、えっちゃん、りっちゃん、なっちゃん、いっちー、なる

- 夏のボンボン学園祭〜今日は宿題忘れちゃおうスペシャル〜（2019年8月21日、マイナビBLITZ赤坂）[30][動画 69]
よっち、えっちゃん、りっちゃん、いっちー、なる、ぐっぴん、リョウケン
きょんくま、ジェニー JENNI、たまちゅーーーぶ/住吉珠貴、ルーズリーフ、1D&ゆーぽん

- ボンボン研究所in那須ハイランドパーク（2020年3月20日 - 9月30日、那須ハイランドパーク）[31]
当初は2020年3月20日から6月30日まで開催予定であったが、新型コロナウイルス感染症の拡大の影響による那須ハイランドパークの臨時休園（4月19日から5月12日[32]）もあり9月30日まで期間が延長された[33]。ボンボンメンバーが出演するイベントも予定されていたが中止となった[34][35]。

- お台場冒険王2023 SUMMER SPLASH! Creator Clear House （2023年8月12日、フジテレビ本社屋および お台場・青海周辺エリア）[36]
よっち、どみちゃん、みーみ、しゅんしゅん、おかゆ
プリッとChannel（Sasuke、あごキング）

- ボンボン夏休み〜8周年もまずは見てみる、やってみる！夏の大作戦〜（2023年7月29日、品川ステラボール）[37][動画 70]
よっち、えっちゃん、りっちゃん、どみちゃん、みーみ、しゅんしゅん、おかゆ、ぐっぴん
かがくと森田くん、KOSÉ 8ROCKS（オープニングアクト）